# Eneas Comiche
Eneas da Conceição Comiche (Moma Nampula, 28 de Julho de 1939) é um economista e político moçambicano, que ocupa, em Dezembro de 2023, o cargo de Presidente do Conselho Municipal de Maputo.

## Biografia
Natural de Moma e filho de Jaime Comiche e de Ilda Elisabeth Macunguel,; casado com Lúcia Comiche e pai de cinco filhos.
Completou o ensino primário em 1951 e o ensino técnico, primeiro em Maputo em 1957 e depois em Lisboa em 1959. Concluiu a licenciatura em Economia na Universidade do Porto (em Portugal) em 1969 e, tendo regressado a Moçambique em 1970, passou a lecionar na Faculdade de Economia da então Universidade de Lourenço Marques até 1975.
Começou a sua actividade profissional ainda em Portugal, continuada em Moçambique:
- Instituto de Crédito de Moçambique, 1970-1977, de técnico a presidente;
- Banco Popular de Desenvolvimento, 1978-1986, Presidente do Conselho de Administração;
- Banco de Moçambique, 1986-1991, Governador;
- Banco Comercial de Moçambique, 2000-2001, Presidente do Conselho de Administração;
- Banco Internacional de Moçambique, 2001-2006, Vice-presidente do Conselho de Administração
- Administrador da Fundação para o Desenvolvimento da Comunidade

Actividade política:
- Vice-Ministro das Finanças, 1984-1986
- Ministro das Finanças, 1991-1994
- Eleito deputado em 2009, tornando-se Presidente da Comissão de Plano e Orçamento na Assembleia de República
- Presidente do Conselho municipal da Cidade de Maputo, 2004-2008 e 2019-2023

Internacionalmente, foi governador do Banco Mundial e do Banco Africano de Desenvolvimento. Chefiou delegações moçambicanas em negociações com instituições financeiras internacionais como o Clube de Londres, Clube de Paris, Banco Mundial, FMI, entre outras.
Eneias Comiche e sua esposa foram os primeiros casos confirmados de Covid-19 em Moçambique.A contaminação terá ocorrido numa reunião em Londres que esteve presente o Príncipe Alberto do Mónaco, o qual testou positivo para a doença. Depois de alguma indecisão, a esposa do edil confirmou, em 24 de Março de 2020, que ela e o seu marido eram os primeiros casos positivos em Moçambique, mas cuja identidade não tinha sido revelada.